# Crepundia

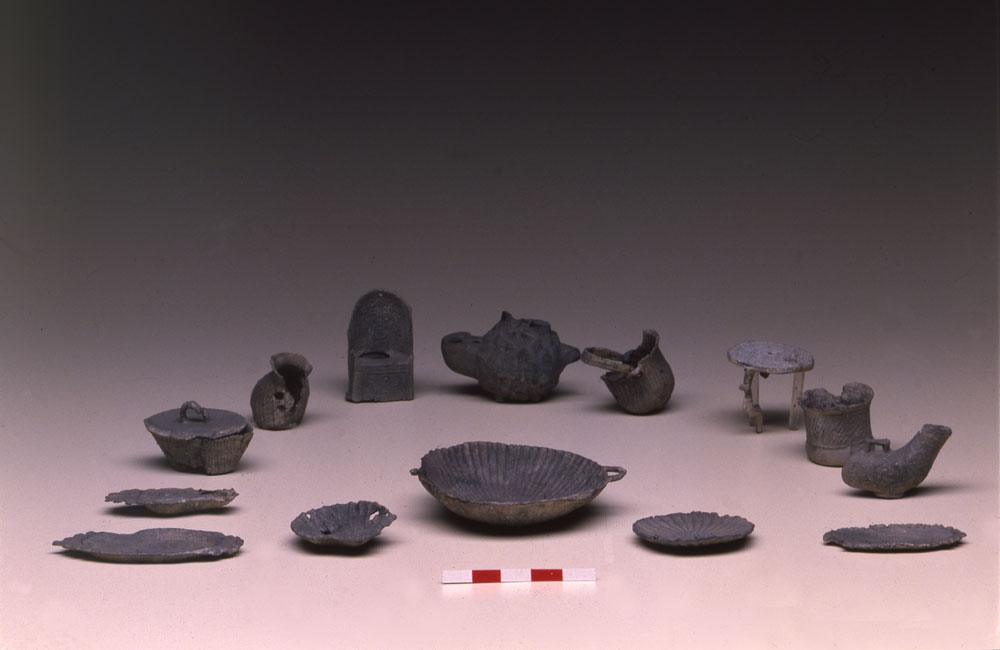
I giocattoli in piombo di Iulia Graphis, conservati presso i Musei Civici di Reggio Emilia, sono un esempio di crepundia

Con il termine Crepundia, nell’antichità classica, si identificavano diversi tipi di oggetti miniaturistici, in genere associati all’infanzia.

## Etimologia
Il termine deriva dal verbo latino crepare (fare rumore) e si riferisce soprattutto a piccoli pendagli che riproducono oggetti quotidiani in miniatura, utilizzati fin dal IV secolo a.C. come pendenti di catenelle appese al collo o trasversalmente sul petto dei bambini

## Descrizione
È possibile che fossero utilizzati anche come sonagli o giocattoli. 
Con questo termine si identificano anche le bullae (piccoli contenitori portati al collo dei bambini in cui si conservavano i denti da latte), gli amuleti e per estensione i piccoli giocattoli. Si trattava comunque spesso di oggetti con un forte significato simbolico o anche di valore, quando realizzati in materiali preziosi.
Nella commedia latina ricorre spesso il tema del riconoscimento di un bambino abbandonato tramite il possesso di un crepundium, (ad esempio nelle commedie Rudens e Miles Gloriosus, di Plauto) ma non è chiaro quanto questa pratica fosse frequente nella realtà.

## Esempi
- Due sepolture infantili da Aquincum (1-2 secolo d.C.) che hanno restituito piccoli pendenti in ambra, osso e vetro raffiguranti: un borsellino, un delfino, un amuleto fallico, un pettine, una cicala, un'ascia e una divinità maschile.[7]
- La sepoltura di un bambino da Ponte Galeria a Roma conteneva un filo di perle d'ambra e d'osso, un dente forato, una statuina di Bes in faience  e un fallo in ambra.[8]
- Giocattoli in piombo di Iulia Grafis, ritrovati nella sua tomba a Brixellum[5][9]